# Захум
Захум је насељено мјесто у општини Прозор-Рама, Босна и Херцеговина.

## Становништво
|        | 2013.       | 1991.      | 1981.       | 1971.        |
| Укупно | 61 (100,0%) | 6 (100,0%) | 20 (100,0%) | 244 (100,0%) |
| Хрвати | 61 (100,0%) | 6 (100,0%) | 20 (100,0%) | 244 (100,0%) |